# براق سيفينش
براق سيفينش (27 أكتوبر 1985- )، ممثل تركي ولد في إسطنبول، . إكتسب شهرة كبيرة بعد أداءه دور البطولة في المسلسل التركي (العهد) إلى جانب الممثل التركي تولغا ساريتاش حيث جسَّد شخصية فتحي الصياد إلا أنه خرج من مسلسل العهد للقيام بدور البطولة في المسلسل التركي اللطخة.

## حياته
ينحدر من عائلة متوسطة الدخل فوالده يعمل عازفاََ وأخوه رياضي، انتقل سيفينتش إلى إسطنبول بعد أن أكمل تعليمه الابتدائي والثانوي في زونجولداك والتحق بكلية الفنون والتصميم بجامعة يلدز التقنية حيث درس الموسيقى والفنون المسرحية، لكنه ترك دراسته في السنة الثانية لتطوير حياته المهنية كمخرج موسيقي او عازف. وقد أوضح في إحدى المقابلات عن خلفيته التعليمية قائلا: «يقولون في كل مكان أنني تخرجت من جامعة يلدز التقنية، لكنني تركت الدراسة في سنتي الثانية. كنت أدرس في قسم الفرق الموسيقية في كلية الفنون والتصميم».
إلى جانب التمثيل يعد براق مغني وعازف، فهو يعزف على الكمان والبيانو والجيتار والقانون؛ ويُجيد السباحة كما انه محترف في كرة السلة والطاولة إضافة إلى ذلك فهو يُجيد أعمال النجارة فقد صرح موخراً بأنه يقوم بصناعة أغلب الأثاث الخشبي في منزله. يجيد براق استعمال الأسلحة الخفيفة ويصوب على الهدف بطريقة احترافية.

## أعماله

### مسلسلات
| 2023      | حب بلا حدود        | فكرت ليتو                    |
| --------- | ------------------ | ---------------------------- |
| 2022      | النار التي بداخلنا | المحامي دوغان ينار           |
| 2021      | بونكيس             | أونور                        |
| 2021-2020 | الغرفة الحمراء     | الدكتور دينيز سانير          |
| 2019      | اللطخة             | جيم ينيلماز                  |
| 2019-2017 | العهد              | فتحي كولاكسيز الملقب بالصياد |
| 2016      | الأصول الذهبية     | اوغوز كاتران                 |
| 2016-2015 | متزوجات غاضبات     | جيهان                        |
| 2016-2013 | وادي الذئاب        | تيمور                        |
| 2023-الان | حب بلا حدود        | فكرت ليتو                    |

### مسرحيات
| السنه | المسرحية   |
| 2020  | بنات إزمير |

### أفلام
| سنه الاصدار | اسم الفيلم           | الدور              | ملاحظة |
| ----------- | -------------------- | ------------------ | ------ |
| 2022        | لعبة السرقة          | علي توبراك         |        |
| 2020        | سيتم إن كان بها نصيب | جوكهان هانجي اوغلو |        |
| 2017        | mahalle              | جعفر               |        |
| 2016        | إذا عادت فهي لك      | أردا أردان         |        |

## روابط خارجية
- براق سيفينش على موقع IMDb (الإنجليزية)
- براق سيفينش على موقع قاعدة بيانات الفيلم (الإنجليزية)
- براق سيفينش على إنستغرام
- براق سيفينش في قاعدة بيانات الأفلام على الإنترنت